# M.I.M. - Maior Idade Musical
M.I.M: Maior Idade Musical é o décimo oitavo álbum de estúdio da banda Catedral, lançado de forma Independente no final de 2011 pelo próprio selo da banda, Carroussel Music, com a produção musical do renomado produtor Carlos Trilha junto com a banda. 
O álbum teve uma tiragem restrita de apenas 3 mil cópias, vindo acompanhado de um livro de luxo de 100 páginas, contendo a história da carreira da banda, fotos dos bastidores das gravações e crônicas de Júlio e Kim. O livro também inclui letras, cifras e partituras de todas as 14 músicas que compõem o trabalho.
A ideia do livro/CD, apelidado de "Álbum Azul" pela banda (em alusão ao célebre "Álbum Branco" dos Beatles), foi lançada na internet, com aceitação imediata e maciça, com cerca de 80% das vendas das unidades limitadas vendidas em tempo recorde. Os fãs foram convidados a participar de uma lista para adquirir o álbum, que de acordo com a própria banda, não terá reedição neste formato.
Em Agosto de 2013, a gravadora Sony Music relança M.I.M: Maior Idade Musical (sem o livro) com a cor da capa branca, a fim de diferenciar esta edição da tiragem limitada exclusiva.

## Faixas
1. Fale Mal de Mim - 04:45
2. Tá na Hora do Amor Reinar - 04:05
3. O Caminho da Luz na Estrada Imprevisível de Amanhã - 03:54
4. Minha Casa - 02:45
5. Dona do Meu Coração - 04:03
6. Alma Biblioteca - 04:35
7. Asfixia - 04:07
8. Eu Te Amo - 03:00
9. João Cidadão - 04:09
10. Estações - 03:35
11. Amanhã - 03:33
12. Em Tempos de Caos - 04:12
13. Vem pro meu Coração - 03:22
14. Com a Tinta do Coração - 03:22

## Ficha Técnica
- Kim: Voz
- Júlio Cesar: Baixo
- Guilherme Morgado: Bateria

Músicos Convidados
- Carlos Trilha: Piano e Teclado
- Diego César: Guitarras e violõesReferências

1. ↑  Assessoria Banda Catedral. «Release Banda Catedral». Site Oficial Catedral. Consultado em 5 de junho de 2013
2. ↑  Everson Barbosa. «Banda Catedral lança livro-CD "Maior Idade Musical"». Gospel Mais. Consultado em 5 de junho de 2013
3. ↑  «O Projeto Maior Idade Musical (M.I.M) já está na pré-venda!». Apreço Musical. Consultado em 18 de julho de 2013
4. ↑  Daniela Ribeiro. «M.I.M - Maior Idade Musical": O livro/CD da banda Catedral». Rock Brigade. Consultado em 5 de junho de 2013
5. ↑  «Banda Catedral lança 1º álbum independente». ComercioDoJahu.com. Consultado em 5 de junho de 2013
6. ↑  Redação Supergospel. «Lançamento: Maior Idade Musical - M.I.M. (Catedral)». Portal Super Gospel. Consultado em 11 de setembro de 2013
7. ↑  «Catedral - Maior Idade Musical». Allmusic. Consultado em 18 de junho de 2013
8. ↑  Rafael Ramos. «O Tempo sempre dá Razão aos Justos (Entrevista com Catedral)». Gospel no Divã. Consultado em 16 de agosto de 2013